# Tar (Ungheria)
Tar è un comune dell'Ungheria di 2.011 abitanti (dati 2001). È situato nella contea di Nógrád.